# 大内一郎

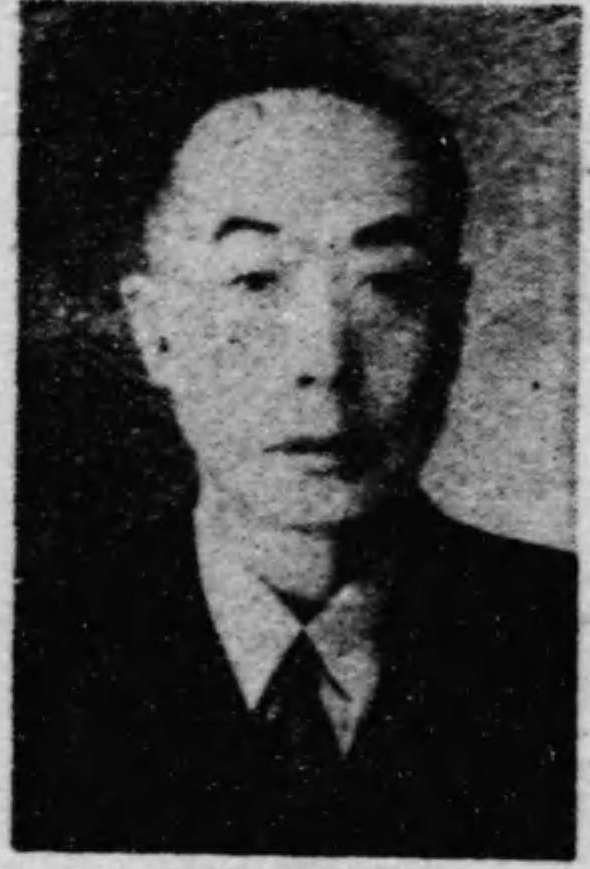
大内一郎

大内 一郎（おおうち いちろう、1891年（明治24年）3月11日 - 1962年（昭和37年）3月18日）は、日本のジャーナリスト、実業家、政治家。衆議院議員。号・逸堂。

## 経歴
福島県安達郡針道村（東和村、東和町針道を経て現二本松市針道）で、大内丈右衛門の息子として生まれる。早稲田大学大学専門部政経科を中退した。
立憲政友会に入党し、1919年（大正8年）10月、安達郡会議員に当選し（2期在任）、公立福島病院組合議員（5期）を務め、1927年（昭和2年）9月、福島県会議員に選出され4期在任した。
また、福島新聞主筆、福島民報主筆、読売新聞福島支局長を務め、1937年（昭和12年）から1941年（昭和16年）まで岩盤中央新聞を経営した。その他、二本松自動車会社社長、二本松富士商事社長、県是製糸監査役、福島県竹細工組合理事、安達郡竹細工組合理事などを務めた。
1946年（昭和21年）4月、第22回衆議院議員総選挙で福島県選挙区から日本自由党公認で出馬して当選。以後、第24回総選挙まで連続3回当選した。この間、衆議院災害地対策特別委員長、日本自由党幹事、民主自由党総務などを務めた。その後、第25回、第26回総選挙に出馬したが、いずれも落選した。